# جامعة الملك سعود بن عبد العزيز للعلوم الصحية
جامعة الملك سعود بن عبد العزيز للعلوم الصحية هي جامعة حكومية متخصصة في العلوم الصحية، أنشأت عام 2005 وتقع بالمملكة العربية السعودية بالعاصمة الرياض، ولها فرعين في الأحساء وجدة، وتحتوي الجامعة على أربع عشرة كلية في ثلاث مدن جامعية في الرياض وجدة والأحساء، وتقدم الجامعة لمرتاديها برنامجي البكالوريوس والدراسات العليا.

## التأسيس
تمثل البرامج الأكاديمية في مدينة الملك عبد العزيز الطبية، التابعة للشئون الصحية بوزارة الحرس الوطني، النواة الأولى لجامعة الملك سعود بن عبد العزيز للعلوم الصحية، ومع النمو المتسارع لهذه البرامج، وجه خادم الحرمين الشريفين الملك عبد الله بن عبد العزيز في العام 1426هـ الموافق 2005 م بإنشاء الجامعة، ولتكون بذلك أول جامعة عربية متخصصة في مجال الطب والعلوم الصحية، ويقع مقرها في العاصمة الرياض، وفي مايو 2008 م وضع الملك عبد الله بن عبد العزيز حجر الأساس لمشاريع المدن الجامعية للجامعة في كل من الرياض وجدة والأحساء.
تندرج الجامعة تحت مظلة الجامعات الحكومية، التي تعمل وفق لوائح وأنظمة التعليم العالي، لكن ارتباطها بالشئون الصحية بوزارة الحرس الوطني منحها الفرصة لدعم مناهجها وبرامجها الأكاديمية ببرامج تدريبية وتطبيقات ميدانية في مدن طبية (في الرياض وجدة والأحساء) تطبق أفضل معايير الرعاية الصحية.

## الأهداف
- الاعتراف والسمعة الوطنية والعالمية من خلال التطوير المستمر للبرامج الأكاديمية لتخريج مختصين صحيين ذوي كفاءة عالية ومواطنين فاعلين.

- الاهتمام بالبحوث العلمية والأنشطة الصحية ذات القيمة الوطنية والأهمية العالمية.

- المشاركة الشاملة للجامعة في تعزيز صحة المجتمع والمساهمة في المسؤولية الاجتماعية الوطنية.

- المحافظة على هيئة التدريس المؤهلة والقوى العاملة المتميزة مع توفير فرص التطوير المهني لهم.
- تقوية الأساس المالي للجامعة.

- جودة الحرم الجامعي وتعزيز الإحساس بالانتماء لمجتمع الجامعة.

- الأداء الإداري بكفاءه عالية لتسهيل عملية اتخاذ القرار في الوقت المناسب على جميع مستويات الجامعة.

- التكامل بين الجامعة، والشئون الصحية بوزارة الحرس الوطني، ومركز الملك عبد الله العالمي للأبحاث الطبية للوصول إلى مستوى النظام الصحي الموحد.

- تعزيز نظام ضمان الجودة الداخلية لتحقيق استدامة عمليات ضمان الجودة وتحقيق الاعتماد المطلوب في الوقت المناسب

## المدن الجامعية
وتقع في ثلاث مدن جامعية في الرياض وجدة والأحساء، وهي:

### المدينة الجامعية في الرياض
تأسست في 23 أبريل 2013م، في الرياض بجوار مدينة الملك عبد العزيز الطبية، وعلى مساحة تقدر بستة ملايين متر مربع، وتبلغ الطاقة الاستيعابية للمدينة عشرة آلاف طالب وطالبة مع القابلية للتوسع المستقبلي، وتضم المدينة الجامعية المبنى الإداري ويرتبط به مركز المؤتمرات الذي تتسع قاعاته لأكثر من 1500 شخص، إضافة إلى مباني سبع كليات (كلية الطب - طب الأسنان – الصيدلة - الصحة العامة والمعلوماتية الصحية - العلوم الطبية التطبيقية - التمريض - العلوم والمهن الصحية)، وعمادة الدراسات العليا، ومركز تطوير المهارات السريرية، ومبنى مركز المعلومات الرئيسي لحفظ ومعالجة البيانات، والمنطقة السكنية وتشمل العيادات الطبية، والمرافق الرياضية والترفيهية والخدمية وثلاث مساجد، ترتبط كل مرافق المدينة الجامعية بمدينة الملك عبد العزيز الطبية بعربات نقل كهربائية تحتوي على (12) محطة ركوب مزدوجة، تبدأ من المنطقة السكنية بالجامعة مرورًا بالمرافق الترفيهية والمجمع الأكاديمي ومرافق المدينة الطبية وصولاً إلى الجهة الجنوبية من المدينة الطبية حيث كليات الطب والتمريض للبنات.

### المدينة الجامعية في جدة
افتتحت في ذو القعدة 1436هـ الموافق 26 أغسطس 2015م، وهي مصممة للتتكامل مع مرافق مدينة الملك عبد العزيز الطبية، وتستوعب أربعة آلاف طالب وطالبة مع إمكانية التوسع المستقبلي، وتضم المبنى الإداري ومركز المؤتمرات والذي يضم كافة مكاتب وإدارات أقسام الجامعة، وعمادات القبول والتسجيل وشؤون الطلاب والمكتبات وقاعة الاحتفالات الكبرى، إضافة إلى مباني أربع كليات وهي: (الطب – العلوم الطبية التطبيقية – التمريض – العلوم والمهن الصحية)، ومباني عمادة الدراسات العليا ومركز تطوير المهارات السريرية، ومركز المعلومات، ومنطقة سكنية مكتملة بكل المرافق الرياضية والترفيهية والخدمية.

### المدينة الجامعية في الأحساء
افتتحت في الأمير في محرّم 1436هـ الموافق 27 أكتوبر 2014م، وتستوعب ثلاثة آلاف طالب وطالبة، مع قابلية التوسع المستقبلي، وتضم المبنى الإداري ومركز المؤتمرات والذي يضم كافة الإدارات المشرفة على المدينة الجامعية، وقاعة محاضرات كبرى، ومكتبة وقاعة طعام، ومباني ثلاث كليات (العلوم الطبية التطبيقية – التمريض – العلوم والمهن الصحية)، بالإضافة إلى مباني عمادة الدراسات العليا ومركز تطوير المهارات السريرية، ومركز المعلومات، ومنطقة سكنية مكتملة بكل المرافق الرياضية والترفيهية والخدمية.

## برامج الجامعة
طورت الجامعة برامجها الأكاديمية من خلال سلسلة من الاتفاقيات مع جامعات عالمية مرموقة منها جامعة سدني، وجامعة ليفربول، وجامعة جنوب ألاباما، جامعة فلندرز،  جامعة أركنساس، جامعة توماس جيفرسون، جامعة ميرلاند، جامعة تنسي للعلوم الصحية في الولايات المتحدة، جامعة ماسترخت، وجامعة أوكلاهوما، وللجامعة مذكرة تفاهم مع الكلية الملكية لأطباء وجراحي كندا لإنشاء مركز وطني للمعايير الكندية CanMEDS، ويهدف هذا المركز لرفع مستوى برامج التدريب الطبي في المملكة من خلال سلسلة من المؤتمرات وورش العمل والدورات التدريبية حول المعايير الكندية.
تأخذ الجامعة في تقديم برامجها الأكاديمية بمنهج التعلم المبني على حل المشكلات والذي يمثل أحد الأساليب الحديثة المطبقة في كليات الطب والعلوم الصحية، الأمر الذي يتيح للطالب التعرف على الأساليب المثلى في دراسة الحالات المرضية بدءًا من الخطوات الأولى للتشخيص ووصولا إلى الخدمات الطبية والرعاية العلاجية. أخذ الجانب التطبيقي في الجامعة ما يصل إلى 50% من البرنامج الأكاديمي للطالب، ويتم ذلك من خلال تدريب سريري تشرف عليه نخبة من الأساتذة والأطباء الاستشاريين الذين يمثلون مختلف التخصصات الطبية والصحية. ويتم التدريب السريري لطلاب الجامعة في المراكز الطبية المتقدمة في مدينة الملك عبد العزيز الطبية، والتي تعمل وفق مواصفات ومعايير عالمية، والذي يتيح للطلاب فرصا للتعرف على كل التخصصات الطبية والخدمات العلاجية.

### الطلبة
حقق خريجو كلية الطب بالجامعة وللمرة الثالثة على التوالي نسب عالية ومتقدمة في اختبارات الهيئة السعودية للتخصصات الصحية. حيث وصلت نسبة النجاح التي حققتها الكلية مؤخرًا إلى 83%، مقارنة بنسبة النجاح من كل المتقدمين للاختبار الذين وصل عددهم 2150 طبيب من خريجي كليات الطب من داخل وخارج المملكة كانت 69%.
| م        | الكلية                                 | الجنس | الجنس | الإجمالي |
| م        | الكلية                                 | ذكر   | أنثى  | الإجمالي |
| 1        | كلية الطب طلاب - الرياض                | 537   | 247   | 784      |
| 2        | كلية الطب – جدة                        | 170   | 170   | 170      |
| 3        | كلية طب الأسنان                        | 105   | 54    | 159      |
| 4        | كلية الصيدلة                           | 62    | 26    | 88       |
| 5        | كلية الصحة العامة والمعلوماتية الصحية  | 73    | 73    | 73       |
| 6        | كلية العلوم الطبية التطبيقية - الرياض  | 165   | 66    | 222      |
| 7        | كلية العلوم الطبية التطبيقية - الأحساء | 257   | 261   | 518      |
| 8        | كلية التمريض - الرياض                  | 159   | 159   | 159      |
| 9        | كلية التمريض - جدة                     | 176   | 176   | 176      |
| 10       | كلية التمريض - الأحساء                 | 505   | 505   | 505      |
| 11       | كلية العلوم والمهن الصحية - الرياض     | 1257  | 1039  | 2296     |
| 12       | كلية العلوم والمهن الصحية - جدة        | 450   | 603   | 1053     |
| 13       | الدراسات العليا                        | 260   | 260   | 260      |
| الإجمالي | الإجمالي                               | 4176  | 2296  | 6472     |

## البرامج الأكاديمية في الجامعة
كلية العلوم والمهن الصحية
البرنامج التحضيري
كلية الطب – الرياض
- بكالوريوس الطب والجراحة
- المسار الأول: للحاصلين على الثانوية العامة (علوم طبيعية)
- المسار الثاني: للحاصلين على درجة البكالوريوس في العلوم، العلوم الطبية التطبيقية، الصيدلة.
- ماجستير التعليم الطبي

كلية الطب – جدة
المسار الأول: للحاصلين على الثانوية العامة (علوم طبيعية)
المسار الثاني: للحاصلين على درجة البكالوريوس في العلوم، العلوم الطبية التطبيقية، الصيدلة.
كلية طب الأسنان– الرياض
بكالوريوس طب الأسنان
كلية الصيدلة – الرياض
بكالوريوس الصيدلة الإكلينيكية
كلية الصحة العامة والمعلوماتية الصحية - الرياض
- بكالوريوس نظم المعلوماتية الصحية
- ماجستير المعلوماتية الصحية
- ماجستير إدارة الأنظمة والجودة الصحية
- ماجستير الوبائيات والإحصاء الطبي
- ماجستير الصحة العامة
- ماجستير الأخلاقيات الحيوية – بالتعاون مع مركز الملك عبد الله العالمي للأبحاث الطبية

كلية العلوم الطبية التطبيقية
- الرياض:
- بكالوريوس العلاج التنفسي
- بكالوريوس الإسعاف والطوارئ
- بكالوريوس المختبرات الطبية
- بكالوريوس العلاج الوظيفي
- بكالوريوس علوم الأشعة
- بكالوريوس التغذية الإكلينيكية (طالبات فقط)
- بكالوريوس التخدير (طلاب وطالبات)
- بكالوريوس قسطرة القلب (طلاب فقط)
- بكالوريوس الأشعة الصوتية للقلب (طالبات فقط)

- الأحساء:
- بكالوريوس العلاج التنفسي
- بكالوريوس الإسعاف والطوارئ (طلاب فقط)
- بكالوريس المختبرات الطبية (طالبات فقط)
- بكالوريس التغذية الإكلينيكية (طالبات فقط)
- بكالوريس علوم الأشعة (طلاب فقط)
- بكالوريوس كلية التمريض

كليات التمريض – الرياض وجدة والأحساء
بكالوريوس التمريض (طالبات)
عمادة الدراسات العليا – الرياض وجدة والأحساء
- برنامج البورد السعودي ويشمل 21 تخصصا
- برنامج الزمالة في التخصصات الدقيقة ويشمل 29 تخصصا

## الفرص تدريبية
تقدم جامعة الملك سعود بن عبد العزيز للعلوم الصحية فرصا تدريبية متعددة وذلك من خلال عمادة الدراسات العليا والشئون الأكاديمية، ومركز تدريب الدراسات العليا والتعاون مع خبراء ومتخصصين من داخل المملكة وخارجها، التي تقدم مجموعة من البرامج التدريبية للأطباء المقيمين وللتخصصات الدقيقة، والتي يصل عددها إلى 53 برنامجا يلتحق بها 390 طبيبًا وطبيبة. كما تنظم العمادة سلسلة من ورش العمل التدريبية على هامش المؤتمرات والندوات التي تستضيفها الجامعة أو الشئون الصحية في الحرس الوطني، كذلك تقوم الجامعة بالتنسيق مع الهيئة السعودية للتخصصات الصحية لاعتماد ساعات الدورات وورش العمل التدريبية ضمن التعليم الطبي المستمر Continuing Medial Education، أيضًا ينظم مركز الدراسات العليا سلسلة من الدورات التدريبية القصيرة والطويلة الأجل في مجالات متخصصة في الطب والرعاية الصحية، بالإضافة إلى عدد من ورش العمل المتخصصة والتي لا تقتصر على الجوانب النظرية، كما ينظم المركز دورات تحضيرية لاختبارات البورد السعودي والبورد العربي في تخصصات الطب المختلفة.
وصل عدد الفرص التدريبية التي أتاحتها الجامعة خلال العام الجامعي الماضي إلى 376 دورة وبرنامج تدريبي ووصل عدد المستفيدين منها إلى 13137 من مختلف تخصصات الطب والرعاية الصحية.

## فرص الإعادة وابتعاث
توفر جامعة الملك سعود بن عبد العزيز للعلوم الصحية فرصًا للإعادة والابتعاث خارج المملكة لإكمال الدراسات العليا والعودة للعمل على وظائف أعضاء هيئة التدريس في كليات الجامعة في كل من الرياض وجدة والأحساء، أو ضمن الكوادر المتخصصة في مدن الملك عبد العزيز الطبية (في الرياض وجدة والمدينة والدمام)، وهي متاحة للجنسين، وليست مقتصرة على تخصصات الطب، والعلوم الطبية التطبيقية، والتمريض، والصيدلة، بل تشمل تخصصات أخرى بما فيها العلوم، والحاسب، وعلم النفس، والاجتماع، واللغة الإنجليزية، والإدارة العامة، وإدارة المستشفيات، ويصل مجموع مبتعثي الجامعة 294 من مختلف التخصصات السريرية والعلوم الطبية الأساسية، والعلوم الطبية التطبيقية، والتمريض والعلوم الأساسية التي تشمل الأحياء، والإحصاء الحيوي، والكيمياء، والكيمياء الحيوية، والفيزياء، وعلم النفس الإكلينيكي وعلم الاجتماع، والحاسب، واللغة الإنجليزية. كما توفر جامعة الملك سعود بن عبد العزيز فرصًا وظيفية للمبتعثين للعمل ضمن كادر أعضاء هيئة التدريس في المدن الجامعية في الرياض وجدة والأحساء، والكوادر الطبية والعلمية المؤهلة للعمل في مستشفيات مدن الملك عبد العزيز الطبية في الرياض وجدة والأحساء والدمام والمدينة المنورة، وفي مركز الملك عبد الله العالمي للأبحاث الطبية في الرياض وجدة والأحساء، ويأتي ذلك في سياق حرص الجامعة والشئون الطبية في الحرس الوطني على الكفاءات الوطنية المؤهلة والقادرة على المساهمة في برامجها ومبادراتها الأكاديمية والبحثية. يمكن للخريجين المبتعثين التقديم على الفرص الوظيفية المتاحة من خلال الموقع الذي دشنته الجامعة على شبكة الانترنت.

## مواضيع ذات صلة
- المركز الوطني الخليجي للممارسات الصحية المبنية على البراهين
- مركز الملك عبد الله للأبحاث الطبية

## وصلات خارجية
- موقع الجامعة الرسمي
- الشؤون الصحية للحرس الوطني
- جريدة الرياض
- صحيفة الجزيرة